# Chiesa cattolica a Timor Est
La Chiesa cattolica a Timor Est è parte della Chiesa cattolica universale, in comunione con il vescovo di Roma, il Papa.
Insieme alle Filippine, Timor Est è l'unico Paese asiatico a maggioranza cattolica: ciò è dovuto all'eredità coloniale portoghese, i cui conquistatori evangelizzarono l'isola a partire dal XVI secolo.

## Storia
L'isola di Timor fu scoperta nel 1520 dai portoghesi, che colonizzarono la parte orientale, mentre quella occidentale fu conquistata dagli olandesi: dopo lunghe lotte fra le due potenze coloniali, le frontiere furono fissate nel corso del XVIII secolo. I portoghesi iniziarono ben presto l'evangelizzazione della loro parte di isola, che si sviluppò molto dipendendo dall'arcidiocesi di Goa in India. La regione orientale dell'isola rimase al Portogallo, come sua provincia d'oltremare, fino al 1974: con il disimpegno portoghese, inizia per Timor Est una stagione di battaglie per il riconoscimento della propria sovranità contro i tentativi di annessione dell'Indonesia. L'indipendenza viene raggiunta Il 20 maggio 2002 dopo un referendum popolare.
Nel 1989 papa Giovanni Paolo II visitò la diocesi di Dili: durante la messa scattò la repressione delle forze di sicurezza contro un gruppo di studenti che urlavano slogan contro l'occupazione indonesiana. Nel 1996 fu eretta la diocesi di Baucau, mentre nel 2010 è stata eretta la diocesi di Maliana.
Il 14 agosto 2015 è stato siglato l'Accordo tra la Santa Sede e la Repubblica democratica di Timor Est sullo statuto giuridico della Chiesa cattolica.
L'11 settembre 2019 papa Francesco ha istituito la provincia ecclesiastica di Dili, costituita dalla sede metropolitana, l'arcidiocesi di Dili, e dalle sue suffraganee, le diocesi di Baucau e di Maliana.
Dal 9 all'11 settembre 2024 papa Francesco ha visitato l'arcidiocesi di Dili.

## Organizzazione ed istituzioni
Dal 2019 la Chiesa cattolica è presente sul territorio con 1 sede metropolitana e 2 suffraganee:
- Arcidiocesi di Dili
  - Diocesi di Baucau
  - Diocesi di Maliana

Al momento dell'istituzione della provincia ecclesiastica di Dili nel 2019 la Chiesa cattolica a Timor Est contava:
- 62 parrocchie;
- 259 preti;
- 647 suore religiose;
- 176 seminaristi.

La popolazione cattolica ammontava a 1.217.000 cristiani, pari al 96% della popolazione.

## Nunziatura apostolica
La nunziatura apostolica a Timor Est è istituita il 24 giugno 2003 con il breve Ad plenius confirmandas di papa Giovanni Paolo II.

### Nunzi apostolici
- Renzo Fratini (24 giugno 2003 - 27 gennaio 2004 nominato nunzio apostolico in Nigeria)
- Albert Malcolm Ranjith Patabendige Don (29 aprile 2004 - 10 dicembre 2005 nominato segretario della Congregazione per il culto divino e la disciplina dei sacramenti)
- Leopoldo Girelli (10 ottobre 2006 - 16 gennaio 2013 dimesso)
- Joseph Salvador Marino (16 gennaio 2013 - 11 ottobre 2019 nominato presidente della Pontificia accademia ecclesiastica)
- Wojciech Załuski, dal 29 settembre 2020

## Conferenza episcopale
Elenco dei presidenti della Conferenza episcopale di Timor:
- Vescovo Basílio do Nascimento (aprile 2012 - 2019)
- Vescovo Norberto do Amaral, dal 2019

Elenco dei pro-presidenti della Conferenza episcopale di Timor:
- Vescovo Alberto Ricardo da Silva (marzo 2012 - 2 aprile 2015)
- Cardinale Virgílio do Carmo da Silva, S.D.B., dal 2016

Elenco dei segretari generali della Conferenza episcopale di Timor:
- Vescovo Norberto do Amaral (marzo 2012 - 2019 ?)
- Vescovo Leandro Maria Alves, dal 2023